# Naomi Visser
Naomi Visser (Papendrecht, 24 augustus 2001) is een Nederlandse turnster. Op het Europees kampioenschap in 2018 won ze brons het op team-event.

## Loopbaan

### Junior
Visser begon op 6-jarige leeftijd met turnen bij Olympia Papendrecht. Hierna maakte ze de overstap naar O&O Zwijndrecht, hier bleef ze tot 2017.
In 2014 nam ze voor het eerst deel aan het Nederlands kampioenschap bij de junioren waar ze brons behaalde op de meerkamp.
Op het Sidjik tornooi in 2015 werd ze vierde in de meerkamp. Op het Flanders International Team Challenge eindigde ze met het team op de zevende plaats en 33ste op de meerkamp. Ze sloot het jaar af op het Top Gym tornooi waar ze achtste op de meerkamp, tiende op de sprong, negende op de brug, 15de op de balk en zevende op de vloer werd. 
In 2016 begon ze net zoals het jaar daarvoor op het tornooi in Sidjik, hier won ze zilver op de meerkamp. Ze werd ook vijfde op de sprong en behaalde brons op de balk. Op de Austrian Team Open nam ze voor Nederland deel en behaalde ze de 14de plaats op de meerkamp. Op het IAG SportEvent behaalde ze zilver op de meerkamp en brons op de sprong. Visser werd geselecteerd voor het Nederlands junior team voor het Europees kampioenschap in Bern. Hier behaalde ze met haar team een negende plaats en een zevende plaats op de vloer. Op het Nederlands kampioenschap behaalde ze zilver op de meerkamp en de sprong, een vierde plaats op de balk en brug en goud op de vloer. 

### Senior
In 2017 ging Visser van haar club in Zwijndrecht naar Heerenveen waar ze ging trainen bij Vincent Wevers. Op het IAG SportEvent in mei won ze goud op de meerkamp. Een maand later vertegenwoordigde ze Nederland op de Flanders International Team (FIT) Challenge, waar ze 14de op de meerkamp en werd vijfde met het gemengd team. Op het Nederlands Kampioenschap nam ze voor het eerst deel als senior. Hier werd ze op de vloer 10de en vierde op de vloer. Maar behaalde goud op de brug. Voor het Elite Gym Massilia eindigde ze 12de op de meerkamp en vijfde op de vloer. 
Op het Nederlands Kampioenschap van 2018 nam ze voor de tweede keer deel als senior waar ze op de meerkamp vierde en vijfde op de balk werd. Op de brug behaalde ze brons. Hierna nam ze deel aan een vriendschappelijk tornooi in Heerenveen, ook bekend als de Thialf Summer Chalenge, waar ze zowel op de meerkamp, de brug en met het team  zilver behaalde. Verder behaalde ze ook een achtste plaatst voor de vloeroefening. Voor het EK in Glasgow was Visser net niet geselecteerd. Maar door een handblessure van Eythora Thorsdottir mocht ze toch deelnemen en won er met het team brons met 159,563 punten. Nederland behaalde zo hun eerste team medaille op een EK sinds 2000. Na het EK nam ze deel aan een vriendschappelijk tornooi in Versenare in België. Hier won ze zilver met het team,  de meerkamp en de brug en werd ze vijfde op de vloer. Op het Wereldkampioenschap in Doha behaalde ze een 14de plaats op de meerkamp en verbeterde zo haar 17de plaats die ze behaalde tijdens de kwalificaties.
Visser nam opnieuw deel aan het FIT Challenge deze keer behaalde ze brons op de sprong, brug als de balk, zilver op de vloer en goud op de meerkamp individueel als met het team. Op het Nederlands kampioenschap won ze goud op de meerkamp. In Juni was zat ze in het Nederlands team voor de Europese spelen. Ze haalde de finale voor de meerkamp en de brug waar ze een zevende en vijfde plaats behaalde. In oktober nam ze deel aan het WK in Stuttgart, Hier eindigde ze achtste met het team en een 23ste plaats op de meerkamp. Door hun achtste plaats behaalde het Nederlandse team een ticket voor de Olympische spelen in 2020 in Tokio die door de coronapandemie verplaatst was naar 2021.

## Palmares

### Senior
| Jaar | Wedstrijd                | All around | All around | Onderdeel | Onderdeel | Onderdeel | Onderdeel |
| Jaar | Wedstrijd                | Indiv.     | Team       |           |           |           |           |
| ---- | ------------------------ | ---------- | ---------- | --------- | --------- | --------- | --------- |
| 2019 | Wereldkampioenschap      | 23         | 8          |           | 42        | 47        | 16        |
| 2019 | Nederlands kampioenschap | Goud       |            |           |           |           |           |
| 2018 | Wereldkampioenschap      | 14         | 19         |           | 31        | 28        | 23        |
| 2018 | Europees kampioenschap   | 110        | Brons      |           |           |           |           |
| 2018 | Nederlands kampioenschap | 4          |            |           | 5         | Brons     |           |
| 2017 | Nederlands kampioenschap | 10         |            |           |           | Goud      | 4         |

### Junior
| Jaar | Wedstrijd                    | All around | All around | Onderdeel | Onderdeel | Onderdeel | Onderdeel |
| Jaar | Wedstrijd                    | Indiv.     | Team       |           |           |           |           |
| ---- | ---------------------------- | ---------- | ---------- | --------- | --------- | --------- | --------- |
| 2016 | Europees kampioenschap       | 83         | 9          |           | 26        |           | 7         |
| 2016 | Nederlands kampioenschap     | Zilver     |            |           | 4         | 4         | Goud      |
| 2016 | Nederlands teamkampioenschap | 5          | Zilver     | Brons     |           |           | Zilver    |
| 2014 | Nederlands kampioenschap     | Brons      |            |           | Brons     | Brons     | Brons     |

## Muziek
Voor haar vloer routine heeft ze volgende muziek gebruikt:
- 2017-2018 - "Trooping with Crows" van Abel Kozeniowski
- 2019-heden - "All of Me" van The Piano Guys